# 預製組件
預製組件（英語：Modular and prefabricated buildings），又名預製件，是現在流行的製造業的生產流程，一件商業製成品，並非由一地一工廠由頭到尾完全生產出品。預製組件是利用全球化的優勢，由世界各地入口預製組件，再加工裝配而成品。

## 應用
預製組件的具體例子：
- 預製建築組件
- Dell個人電腦的裝配
- 中國東莞的手錶、錶芯、錶壳、錶帶、加工廠

其中關鍵是交通、運輸、物流業，及供應鏈的效率，以及生產成本的計算。

### 香港

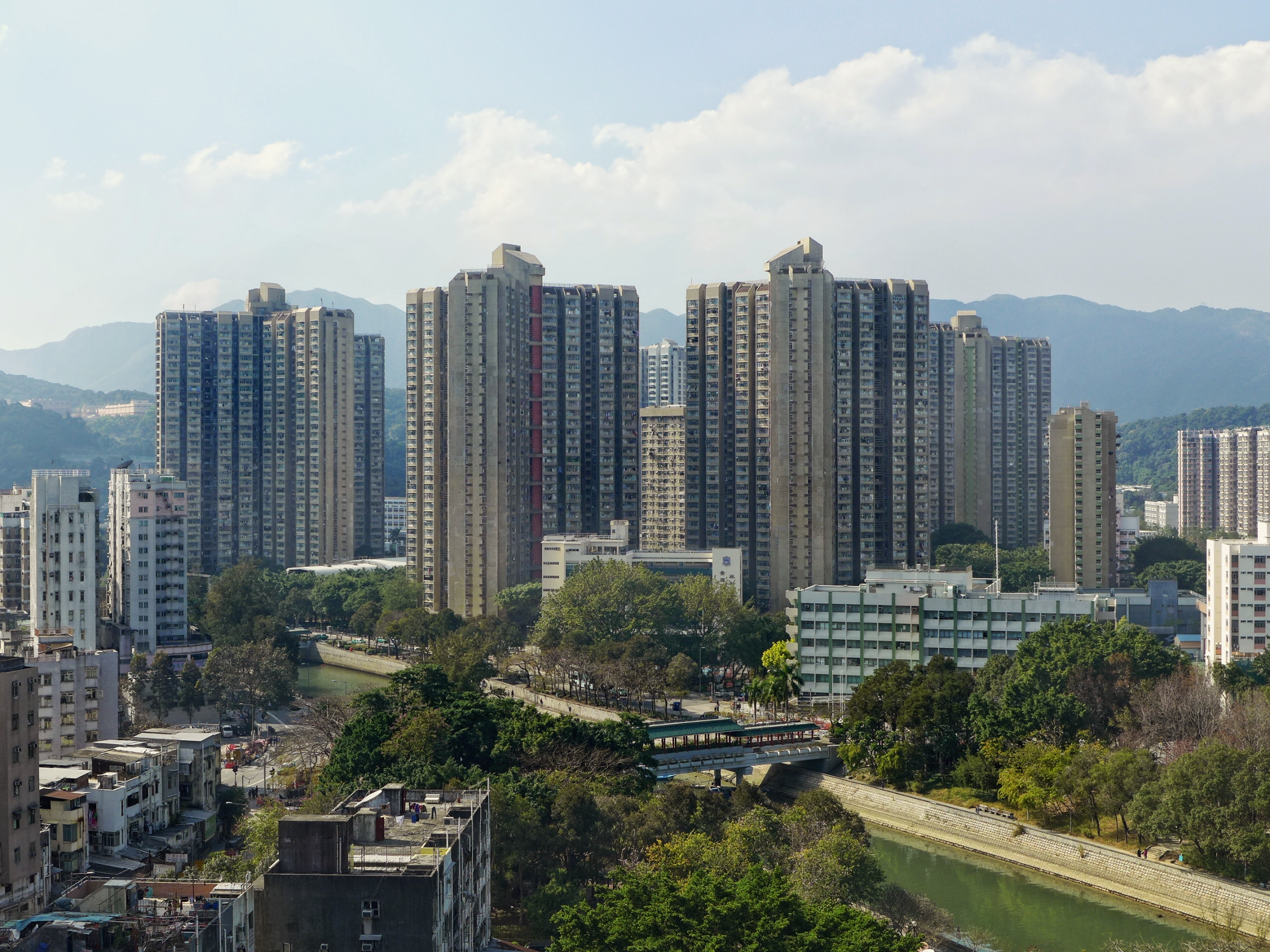
全港首個廣泛採用預製組件技術興建的公共屋邨-太和邨

香港早於1960年代，便曾於廉租屋邨及第五型徙置大廈試用預製組件技術，可是反應一般，僅福來邨及牛頭角下邨兩個項目便暫停採用。
1970年代錦綉花園工程，建築師黃祖棠、黃振輝父子（黃克競家族成員）決定先興建數幢樣本平房，再套用至整個項目，往後的康樂園亦如是，屬全港首兩例。滙豐總行大廈的工程，由於建築師諾曼·福斯特採取「衣架計劃」的桅杆桁架支撐法，因此整幢大廈均採用預製組件施工。
由於公屋項目對滲漏的要求比一般住宅以至豪宅高，因此大部分同類的項目一般採用半機械式施工技術（即抬模或預製樓板+主力牆）興建；而全機械式由於會產生嘈音污染等問題，因此於住宅項目上甚少採用，大多出現於1980年代初中期施工的公私營房屋物業上。
至1980年代中，由於機械式建築技術被揭發防漏措施成疑，房屋署首先規定1986年3月或以後新批出的住宅建築合約，只能採用預製組件施工法；部份條件較佳的承建商，亦開始該用預製組件技術，舉例布依格在承包太古廣場港島香格里拉大酒店及港麗酒店建築工程時，便於機械式建築技術的基礎上廣泛使用預製組件。所有於1989年起落成的Y型大廈（由太和邨2、3期開始）及同期大部分私人樓宇（例如新港城、新都城、嘉亨灣等），都採用預製組件技術興建，但全預製組件只出現於公營房屋項目。
而在1997年，政府亦於將軍澳市中心的五座靈活式校舍中，試驗性應用預製組件技術，當中基督教宣道會宣基中學為全港第一座採用此技術興建的樣辦樓宇。然而，由於成效不彰，此技術僅於後來興建的少數標準校舍中採用，直至2020年興建大埔五旬節聖潔會永光小學後才獲推廣。

## 優點
- 善用全球化之優勢，隨時可以使用同規格的替代品，不會因單一工廠的延誤而斷貨。
- 成本極小化，可使供貨來源互相競價，因此可縮小成本。
- 利潤最大化。

## 應用於組合屋時
優點
- 地盤較整潔。
- 保持高品質。
- 減少垃圾。
- 減少對地盤四周的影響。
- 建築較快。
- 地盤工人的技術要求較低

缺點
- 接口間易於滲漏。
- 因為組合屋的組件，有一定的體積與重量，故此運輸較困難。